# Thresiaella bicarinata
Thresiaella bicarinata är en stekelart som beskrevs av T.C. Narendran 1989. Thresiaella bicarinata ingår i släktet Thresiaella och familjen bredlårsteklar.
Artens utbredningsområde är Filippinerna. Inga underarter finns listade i Catalogue of Life.